# The Big Stones
The Big Stones is een Nederlandse rugbyclub in Havelte, Drenthe.

## Geschiedenis van de club
In het voorjaar van 1981 beslissen twee mannelijke rugbyers uit Havelte, die op dat moment spelen bij de buren van rugbyclub Dwingeloo, dat wat in Dwingeloo kan ook in Havelte mogelijk moet zijn: een eigen rugbyclub. Rugbyclub The Big Stones werd op 28 augustus 1981 opgericht en deed in het seizoen 1981/1982 meteen mee in de Nederlandse competitie. Tijdens de eerste wedstrijden werden er nog shirts bij de lokale supermarkt gekocht om in te spelen. Al snel daarna werden de rood-zwarte clubkleuren in de eerste echte shirts verwerkt.

## Het Stone Home
Het Stone Home is het clubhuis van de Big Stones. Het huidige gebouw is gebouwd door leden en vrijwilligers en wordt gebruikt sinds 2001.

## Competitie
De club heeft inmiddels ruim 140 leden, met name jeugd. Het herenteam van The Big Stones speelt in de 3e klasse Noord-Oost. De jeugd speelt in diverse competities ingedeeld op leeftijd. Sinds september 2019 heeft de club ook een damesteam. Dit team heeft nog geen competitie gespeeld vanwege de coronomaatregelen.

## Kampioenschappen
Kampioen 4e klasse Noord Seizoen 2011-2012

## Clublied
Bij de oprichting wilde het bestuur The Big Stones inschrijven als The Big Stones V. Helaas kon alleen het enige team, 1e team, worden aangemeld voor de competitie. In het clublied wordt nog altijd gezongen over het 5e team.
"Rood met zwarte kleuren, en niks kan ons gebeuren.
The Big Stones Vijf staan altijd bovenaan, The Big Stones Vijf zal nooit verloren gaan.
Juichende supporters, alleen voor Big Stones Vijf!"